# Valeriano Luigi Brera
Valeriano Luigi Brera (Pavia, 7 giugno 1772 – Venezia, 4 ottobre 1840) è stato un medico e patologo italiano.

## Biografia
Laureatosi all'Università di Pavia nel 1793, si perfezionò in alcuni dei maggiori centri medici europei (Vienna; Lipsia; Londra), dove ebbe contatto con illustri Maestri come il Blumenbach, l'Osiander, il Monro.
Tornato in Lombardia, fu professore supplente della cattedra di clinica medica dell'Università di Pavia nel 1797-1798 e, successivamente, primario medico negli ospedali di Pavia e di Crema.
Nel 1806 fu nominato professore di medicina legale nell'Università di Bologna, dove creò il gabinetto di patologia e medicina legale.
Nel 1808, dopo aver rifiutato l'offerta del Collegio Imperiale di Pietroburgo di succedere al J.P. Frank nella cattedra di clinica medica di quell'ateneo, divenne direttore della cattedra di Clinica e Patologia Medica dell'Università di Padova, succedendo a Pierantonio Bondioli.
Mantenne questo incarico fino al 1832 e fu anche direttore, dal 1817 al 1822, dell'Ospedale di Padova.
Il Brera è stato uno dei maggiori clinici italiani del primo '800, seguace del brownianesimo in patologia e in clinica.
Clinico famoso, abile e ricercato, fu anche un acuto e geniale ricercatore scientifico, effettuando importanti studi sulle parassitosi da elminti.
Diffuse l'uso dello jodio in terapia e introdusse l'uso di somministrare alcuni medicamenti sotto forma di frizioni.
Dal 1808 fu socio dell'Accademia Nazionale delle Scienze e delle maggiori accademie scientifiche dell'epoca.

## Opere principali
- Riflessioni medico-pratiche sull'uso interno del fosforo, particolarmente nell'emiplegia (1798).
- Classificazione delle malattie secondo i principi del Brown (1799).
- Anatripsologia, ossia dottrina sulle fregagioni (1800).
- Lezioni medico-pratiche sopra i principali vermi dell'organismo vivente e le cosiddette malattie verminose (1802; 1811;).
- Traitè des maladies vermineuses  (1804).
- Della rachialgite cenni patologici  (1810).
- De' contagi e della cura de' loro effetti. Lezioni medico-pratiche  (1819)
- Prolegomeni clinici per servire di introduzione alle lezioni di terapia speciale e di clinica medica  (1821).
- Saggio clinico sullo jodio  (1822).